# Emerging Contaminants
Emerging Contaminants oder Emerging Pollutants (frei übersetzt: Auftauchende Schadstoffe) ist ein Sammelbegriff für verschiedene Substanzen und Substanzgruppen, deren Vorkommen in der Umwelt erst im Lauf der 1990er Jahre oder später entdeckt wurde. Es kann sich dabei um synthetische oder natürliche Substanzen handeln. Emerging Contaminants werden derzeit bei der Umweltüberwachung nicht standardmäßig erfasst. Sie können aber freigesetzt werden und, nachgewiesenermaßen oder möglicherweise, negative Auswirkungen auf die Umwelt oder die menschliche Gesundheit haben.
Ein vergleichbares Prinzip zur Zusammenfassung neuerdings vermehrt auftretender Infektionskrankheiten wendet man in der Medizin mit den Emerging Infectious Diseases an.

## Beispiele
Zu den Emerging Contaminants zählen beispielsweise:
- Algentoxine
- Bromierte Flammschutzmittel
- Organophosphor-Flammschutzmittel sowie Phosphorsäureester als Weichmacher
- Nebenprodukte der Trinkwasserentkeimung (disinfection by-products)
- Kraftstoff-Additive wie MTBE
- Hormone und andere Endokrine Disruptoren
- Organometallverbindungen
- Perfluorierte Substanzen wie Perfluorcarbone oder Perfluorierte Tenside
- Bestandteile von Arzneimitteln und Körperpflegemitteln
- Illegale Drogen
- Polare Pflanzenschutzmittel und ihre Abbauprodukte
- Tenside und ihre Abbauprodukte

## Abgrenzung
Substanzen, die bereits in der EWG-Richtlinie 76/464/EWG aus dem Jahr 1976 oder der 1978 von der amerikanischen Environmental Protection Agency veröffentlichten Liste der Priority Pollutants enthalten sind, werden nicht zu den Emerging Contaminants gezählt. Diese „herkömmlichen“ Umweltchemikalien werden meist durch Gaschromatographie mit Massenspektrometrie-Kopplung (GC/MS) bestimmt.
Der Nachweis und die Quantifizierung einiger polarer Substanzen war erst mit Hilfe der später weiterentwickelten Flüssigchromatographie mit Massenspektrometrie-Kopplung (LC/MS) und LC/MS/MS möglich.

## Substanzgruppen

### Arzneimittel-Rückstände
In den Staaten der Europäischen Union sind etwa 3000 verschiedene Arzneistoffe für die Humanmedizin im Einsatz. Nach ihrer Anwendung scheidet sie der Körper größtenteils wieder aus. In Kläranlagen werden Arzneimittelreste nicht vollständig abgebaut. Weitere Quellen für Arzneimittelrückstände in der Umwelt sind beispielsweise die Massentierhaltung, die Abwässer von Pharma-Herstellern oder das Entsorgen von Arzneimittelresten über Kanalisation und Hausmüll. Einige Arzneistoffe aus den Familien der Antidepressiva, Betablocker oder Lipid-Regulatoren können in Gewässern der Biokonzentration oder Bioakkumulation unterliegen.
Substanzen aus der Gruppe der Nichtsteroidalen Antirheumatika sind meist die Arzneistoffe, die in den höchsten Konzentrationen auftreten. Sie sind nicht verschreibungspflichtig. Besonders hohe Konzentrationen erreicht häufig Ibuprofen, auch Paracetamol und Salicylsäure (als Abbauprodukt von Acetylsalicylsäure) sind im Abwasser in beträchtlichen Mengen enthalten.
Verschreibungspflichtige Betablocker werden ebenfalls regelmäßig gefunden, vor allem Atenolol, Metoprolol und Propranolol.
2010 wurde die Dissertation von Katharina Kern (Gefahrenquelle Wasser. – Ein integraler Ansatz zur Reduzierung von Arzneimittelrückständen in Gewässern) mit dem Deutschen Studienpreis ausgezeichnet.

### Drogen-Rückstände
Weltweit nehmen dem World Drug Report von 2007 zufolge etwa 200 Millionen Menschen mindestens einmal im Jahr illegale Drogen. Drogenrückstände gelten daher ähnlich wie Arzneimittelrückstände als pseudo-persistent in der Umwelt. Vom Drogenkonsumenten werden Drogen, teilweise als Konjugate oder Metaboliten, mit dem Urin ausgeschieden und gelangen ins Abwasser. Der Effekt dieser Substanzen in der Umwelt ist noch nicht geklärt, allerdings zeigen sie beim Menschen schon in geringer Dosis eine Wirkung. Mit Ausnahme der Cannabinoide handelt es sich um polare Verbindungen, von denen nicht anzunehmen ist, dass sie sich in Lebewesen anreichern.
Verfahren zur Analyse dieser Substanzen beruhen auf der Flüssigchromatographie in Kombination mit Tandem-Massenspektrometrie (LC-MS/MS). Die Quantifizierung von Drogenrückständen in Abwasser als billiges und anonymes Verfahren zur Abschätzung des Drogenkonsums in einer Region wurde 2001 erstmals vorgeschlagen. In der Praxis gelang dies 2005, als man den Kokainmissbrauch in Nord-Italien auf diese Weise abschätzen konnte.
Die höchsten Konzentrationen erreichen üblicherweise Kokain und sein Hauptmetabolit Benzoylecgonin (BE), die im oberen ng/l oder sogar µg/l-Bereich liegen. Der höchste gefundene Wert von im Mittel 4226 ng BE/l trat im Zulauf einer Kläranlage bei Barcelona auf.
Von den untersuchten Opiaten erreichte nur Morphin Konzentrationen im oberen ng/l-Bereich, vermutlich gehen sie überwiegend auf die medizinische Verwendung zurück. Heroin wurde dagegen nicht oder nur in sehr geringen Mengen gefunden, was auf geringen Konsum und die raschen Hydrolyse zu Morphin und 6-Acetylmorphin zurückgeführt wird.
Auch Lysergsäurediethylamid (LSD) und seine Metaboliten waren entweder gar nicht oder nur in geringen Konzentrationen nachweisbar.
Von den Amphetamin-ähnlichen Substanzen wird Ephedrin am häufigsten in Abwasserproben gefunden. Ephedrin findet unter anderem Anwendung in der Medizin.
3,4-Methylendioxy-N-methylamphetamin (MDMA), 3,4-Methylendioxy-N-ethylamphetamin (MDEA oder MDE) und 3,4-Methylendioxyamphetamin (MDA) findet man regelmäßig im ng/l-Bereich.
Δ9-Tetrahydrocannabinol, der am psychoaktive Wirkstoff von Cannabis, wird vom Körper größtenteils in metabolisierter Form ausgeschieden. Die Hauptmetabolite sind 11-nor-9 carboxy-THC (nor-THC) und 11-hydroxy-THC (OH-THC).